# ملعب الشاذلي زويتن

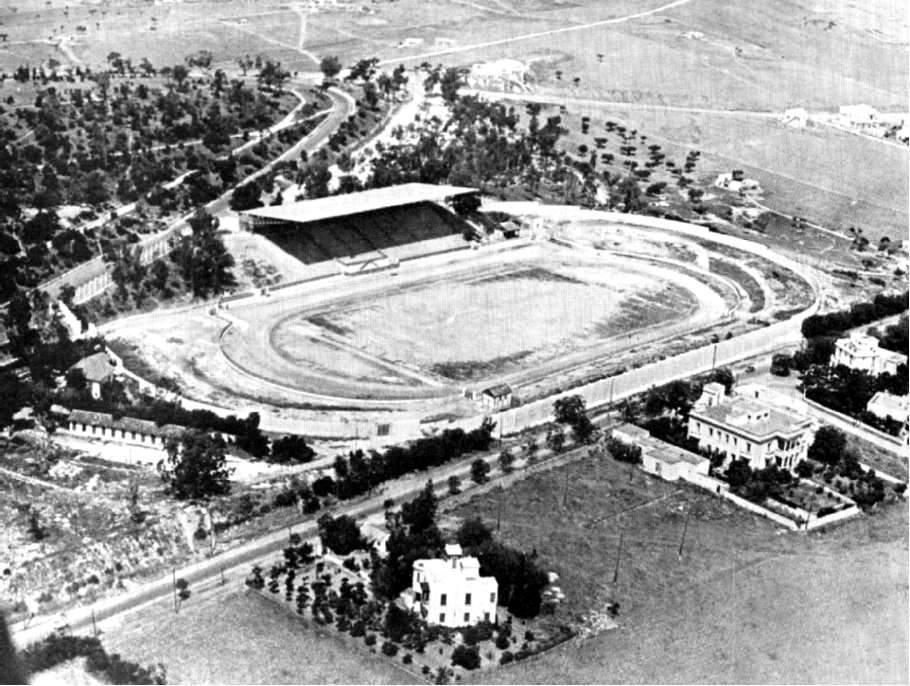
الملعب البلدي جيو أندريه في أوائل القرن العشرين الميلادي

ملعب الشاذلي زويتن (كان اسمه الملعب البلدي جيو أندريه في عهد الحماية الفرنسية في تونس) ملعب رياضي متعدد الاختصاصات يقع بحي البلفيدير بتونس، وهو يحمل اسم أحد أعلام الرياضة في تونس.
تبلغ طاقة استيعابه 20,000 متفرج وقد سبق له احتضان كأس أمم أفريقيا 1965. وقعت تهيئته سنة 1994 لاحتضان كأس أمم أفريقيا.
كان ملعب الشاذلي زويتن طويلا ملعب العاصمة الرئيسي إلى حين إنشاء الملعب الأولمبي بالمنزه سنة 1967 ومن بعده الملعب الأولمبي برادس سنة 2001.
فريق الملعب التونسي، أحد نوادي العاصمة يستقبل منافسيه في هذا الملعب. قامت بلدية تونس بتاريخ 17 أكتوبر 2006 بإغلاق ملعب الشاذلي زويتن للصيانة.